# Opera Theatre of Saint Louis
L'Opera Theatre of Saint Louis (OTSL) è un festival lirico estivo americano tenuto a Saint Louis, nel Missouri. Tipicamente vengono presentate quattro opere ogni stagione, che va da fine maggio a fine giugno, tutte cantate in inglese. Le esibizioni sono accompagnate dalla Saint Louis Symphony, che è divisa in due gruppi, ciascuno dei quali esegue due delle opere per la stagione.
Gli spettacoli sono presentati al Loretto-Hilton Center for the Performing Arts nel campus della Webster University.

## Prime stagioni e risultati
Nel 1976 Leigh Gerdine, Laurance L. Browning, Jr. e James Van Sant cofondarono la OTSL. Assunsero Richard Gaddes, che all'epoca lavorava alla Santa Fe Opera, come primo direttore artistico della compagnia. Lo confermarono come direttore generale a tempo pieno nel 1978 su suggerimento di Ed Korn, che era stato portato come consulente dalla Metropolitan Opera. Gaddes riconobbe che il modello per l'OTSL era la Santa Fe Opera:
La prima stagione del 1976 presentò undici esecuzioni di Albert Herring di Britten, L'impresario teatrale di Mozart, The Medium di Menotti e Don Pasquale di Donizetti. Questa combinazione di alcune opere tradizionali e alcune opere nuove e non convenzionali sarebbe continuata anche nelle stagioni future e avrebbe caratterizzato l'approccio della compagnia. Ciò fu ottenuto con un budget di 135000 $. Tra i giovani cantanti c'erano Sheri Greenawald e Vinson Cole.
Durante le prime stagioni la compagnia ebbe una grande influenza con risultati come la prima trasmissione televisiva congiunta BBC/WNET dell'Albert Herring e la prima apparizione nel 1983 di una compagnia d'opera degli Stati Uniti all'Edinburgh International Festival. La prima produzione di un'opera giapponese in Giappone da parte di una compagnia americana qualunque fu seguita da un ritorno a Tokyo nel settembre 2001 per presentare la prima giapponese del classico Genji monogatari, adattato come opera da Minoru Miki col titolo Il racconto di Genji.
I famosi registi Graham Vick, Jonathan Miller e Mark Lamos debuttarono negli Stati Uniti con l'OTSL, così come i direttori Leonard Slatkin e Christopher Hogwood. Colin Graham è stato direttore delle produzioni di OTSL dal 1978 al 1985. John Nelson è stato direttore musicale di OTSL dal 1985 al 1988 e direttore principale dal 1988 al 1991.
Altri cantanti statunitensi degni di nota, tra cui Christine Brewer, Susan Graham, Denyce Graves, Dwayne Croft, Thomas Hampson, Jerry Hadley, Patricia Racette, Sylvia McNair e Stephanie Blythe hanno fatto apparizioni nelle produzioni del St. Louis. L'OTSL ha presentato 37 prime mondiali, tra cui The Postman Always Rings Twice di Stephen Paulus nel 1982, The Loss of Eden di Cary John Franklin nel 2002; Anna Karenina di David Carlson, con un libretto di Colin Graham; Champion di Terence Blanchard (2013), con un libretto del premio Pulitzer Michael Cristofer, e Twenty-Seven di Ricky Ian Gordon, con un libretto di Royce Vavrek. Le ultime due opere fanno parte della più recente serie dell'OTSL di commissione di nuove opere, nell'ambito dell'iniziativa "New Works, Bold Voices". È previsto che la terza opera di questo ciclo sia Shalimar the Clown, con musiche di Jack Perla e libretto di Rajiv Joseph, in programma per la presentazione della stagione OTSL del 2016. Inoltre l'OTSL ha dato 14 anteprime americane, tra cui Jane Eyre di Michael Berkeley, Paul Bunyan di Benjamin Britten, Il viaggio a Reims di Rossini e The Vanishing Bridegroom di Judith Weir.
La compagnia forma giovani artisti nel programma Gerdine Young Artists, che prende il nome da Leigh Gerdine, presidente del consiglio di amministrazione dell'Opera Theatre. I Gerdine Young Artists durante l'anno fungono da coro per la compagnia, poiché la compagnia non ha un coro residente. Tra i direttori di cori dell'OTSL figurano Donald Palumbo, Cary John Franklin, Sandra Horst e Robert Ainsley.

## Amministrazione
Successe a Gaddes come direttore generale OTSL Charles MacKay, che ricoprì la carica dal 1985 al 2008. MacKay aveva precedentemente ricoperto il ruolo di direttore esecutivo dell'OTSL, a partire dal 1984. MacKay ha guidato la campagna nella costruzione e finanziamento del nuovo Sally S. Levy Opera Center, una nuova sede amministrativa permanente per l'organizzazione. Inoltre, nel 2005, l'OTSL adottò i sopratitoli in lingua inglese previsti per il teatro. Dal 1985 fino alla sua morte, nell'aprile 2007, il direttore artistico dell'OTSL è stato Colin Graham. Dal 1991 al 2017 il direttore musicale fu Stephen Lord. Lord ora ha il titolo di direttore musicale emerito. Nel giugno 2017 l'OTSL ha annunciato la nomina di Roberto Kalb come direttore d'orchestra residente, a valere dalla stagione 2018.
Nel settembre 2007 OTSL ha nominato James Robinson come direttore artistico della compagnia e Timothy O'Leary come direttore esecutivo. MacKay concluse il suo mandato come direttore generale il 30 settembre 2008. Nel giugno 2008 l'OTSL ha nominato O'Leary terzo direttore generale, a partire dal 1º ottobre 2008. O'Leary ha concluso la sua direzione generale il 30 giugno 2018. In Aprile 2018 fu annunciata la nomina di Andrew Jorgensen come successivo direttore generale, in vigore dal 2 luglio 2018. Robinson è attualmente in carica come direttore artistico fino al 2021.

### Direttori Generali
- Richard Gaddes (1976-1985)
- Charles MacKay (1985-2008)
- Timothy O'Leary (2008-2018)
- Andrew Jorgensen (2018-present)

### Direttori musicali
- John Nelson (1985-1988; principal conductor, 1988-1991)
- Stephen Lord (1991-2017)

### Direttori artistici
- Colin Graham (1985-2007)
- James Robinson (2008-present)